# Nicol Stephen, Baron Stephen

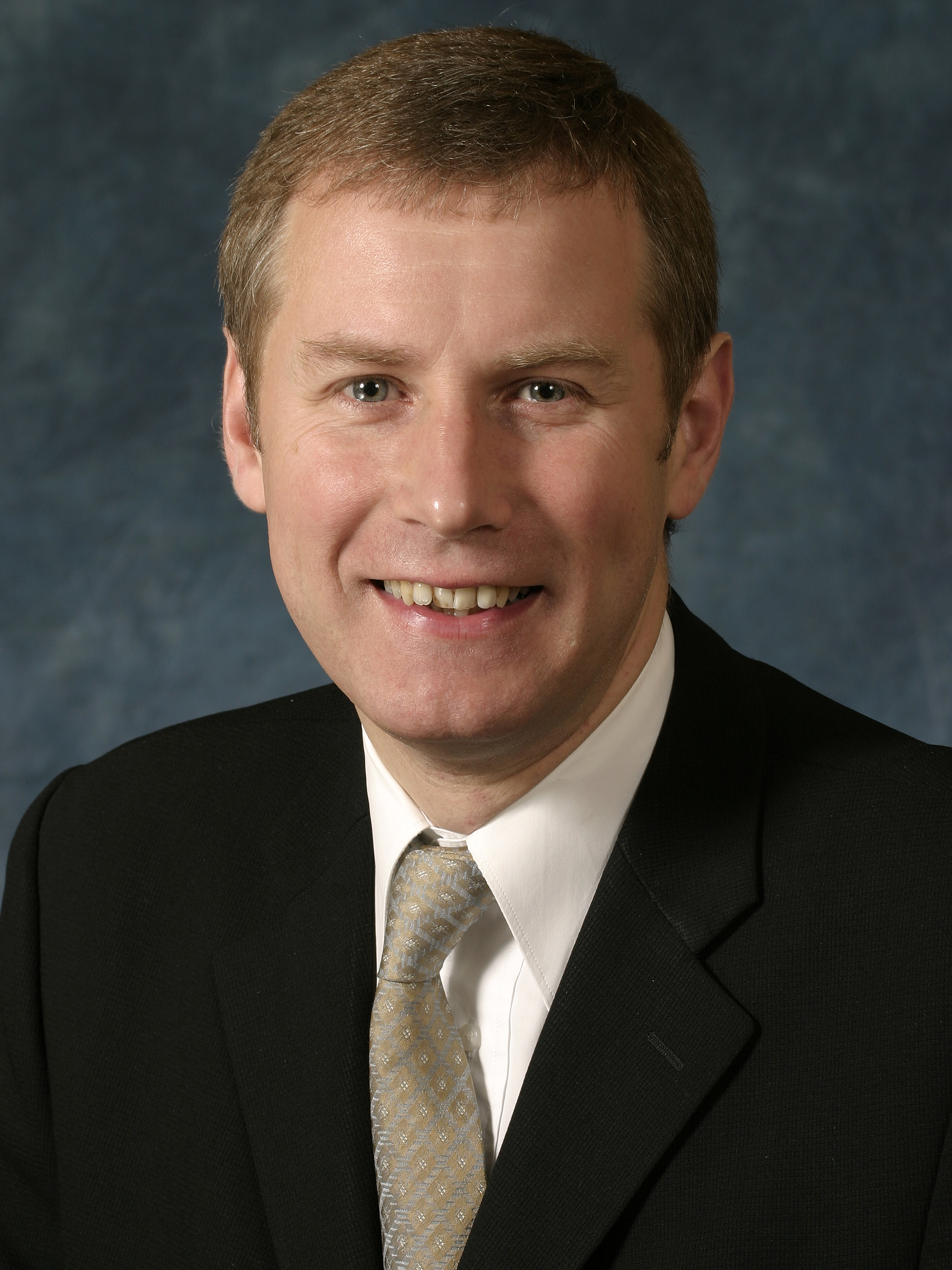
Nicol Stephen, Baron Stephen

Nicol Ross Stephen, Baron Stephen (* 23. März 1960 in Aberdeen) ist ein schottischer Politiker und Mitglied der Liberal Democrats.
Stephen besuchte das Robert Gordon’s College in Aberdeen und studierte dann Jura an der Universität Aberdeen. Seine Zulassung als Jurist erwarb er anschließend an der Universität Edinburgh. Bis 1988 war Stephen als Solicitor tätig und wechselte anschließend zu einem Wirtschaftsunternehmen.

## Britisches Unterhaus
1982 wurde Stephen in den Regionalrat der Region Grampian gewählt und gehörte diesem bis 1992 an. Erstmals trat Stephen bei den Unterhauswahlen 1987 zu nationalen Wahlen an. Er erhielt in seinem Wahlkreis Kincardine and Deeside jedoch nur die zweithöchste Stimmenanzahl nach dem Konservativen Alick Buchanan-Smith. Nach dem Tod von Buchanan-Smith im Jahre 1991 wurden Neuwahlen angesetzt, bei denen Stephen das Direktmandat des Wahlkreises für sich entscheiden konnte und erstmals in das Britische Unterhaus einzog. Bei den folgenden regulären Unterhauswahlen 1992 verlor er sein Mandat an den Konservativen George Kynoch. Im Zuge der Wahlkreisreform 1997 wurde der Wahlkreis Kincardine and Deeside aufgelöst und Stephen kandidierte bei den Unterhauswahlen 1997 im neugeschaffenen Wahlkreis Aberdeen South. Er konnte sich aber nicht gegen die Labour-Kandidatin Anne Begg durchsetzen.

## Schottisches Parlament
Bei den ersten Schottischen Parlamentswahlen im Jahre 1999 kandidierte Stephen im Wahlkreis Aberdeen South. Er gewann das Direktmandat vor dem Kandidaten der Labour Party und zog in das neugeschaffene Schottische Parlament ein. In den folgenden Jahren bekleidete Stephen verschiedene Posten. Im ersten Kabinett unter dem Ersten Minister Donald Dewar wurde er zum stellvertretenden Staatssekretär für Unternehmen und lebenslanges Lernen ernannt, bei der Kabinettsumstellung im Oktober 2000 dann zum stellvertretenden Staatssekretär für Bildung, Europa und äußere Angelegenheiten. Im November 2001 wurde Stephen zum stellvertretenden Staatssekretär für Bildung und Jugendliche bestellt. Bei den Parlamentswahlen im Mai 2003 verteidigte er sein Mandat für Aberdeen South und wurde nach der Wahl zum Staatssekretär für Verkehr bestellt. Aus der Kabinettsumbildung im Juni 2005 ging Stephen als Staatssekretär für Unternehmen und lebenslanges Lernen hervor. Außerdem wurde er zum Parteichef der schottischen Liberaldemokraten gewählt und infolgedessen stellvertretender Erster Minister Schottlands. Seinen Parlamentssitz konnte Stephen bei den Parlamentswahlen 2007 verteidigen, bekleidete jedoch danach keine höheren parlamentarischen Positionen mehr. Als Parteichef wurde er im Juni 2008 von Tavish Scott abgelöst. Zu den Parlamentswahlen 2011 trat Stephen nicht mehr an.

## House of Lords
Am 2. Februar 2011 wurde Stephen als Baron Stephen, of Lower Deeside in the City of Aberdeen, als Life Peer in den Adelsstand erhoben und am 7. Februar als neues Mitglied in das House of Lords eingeführt. Er nahm einen Platz auf der Bank der Liberaldemokraten ein. Er kündigte an bei der Reformation des Oberhauses mitwirken zu wollen.